# مارپیچ ارشمیدس

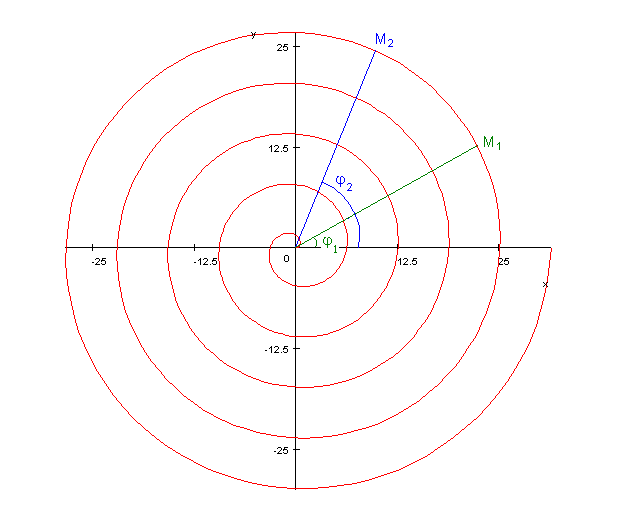

مارپیچ ارشمیدس نوعی مارپیچ در ریاضیات است، و به مجموعه نقاطی گفته می‌شود که در سیستم مختصات قطبی از معادله زیر پیروی میکند:
{\displaystyle \,r=a+b\theta }
که در آن a و b اعداد حقیقی‌اند.